# Calcirudiet
Calcirudiet is een type kalksteen dat voornamelijk is samengesteld (voor meer dan 50 procent) uit carbonaatkorrels die groter zijn dan het formaat van zand (2 mm in diameter). De korrels kunnen bestaan hetzij uit fragmenten van fossielen, fragmenten van ouder kalksteen en dolomieten, andere carbonaatkorrels, of een combinatie hiervan. De term calcirudiet werd oorspronkelijk voorgesteld in 1903 door Grabau als een deel van zijn calcilutiet, calcareniet en calcirudiet carbonaat-classificatiesysteem gebaseerd op de grootte van de detritische korrels die samen kalksteen vormen. 
Afhankelijk van de rondheid van de korrels is calcirudiet de carbonaat-equivalent van hetzij een breccie, bij voornamelijk hoekige korrels, of conglomeraat bij overwegend afgeronde korrels. Calcirudieten kunnen zich ophopen in een grote verscheidenheid van kust-, meer- en mariene milieus.